# Правительство Степашина
Правительства Российской Федерации под председательством С. В. Степашина действовало в период с 21 мая по 9 августа 1999 года.
Структура Правительства была утверждена 25 мая 1999 года.
Список министерств, действовавших в 1999 году, см. в статье Структура федеральных органов исполнительной власти (1994—2000).

## Назначение Сергея Степашина
| Фракция                           | Депутаты | За  | Против | Воздержались | Не голосовали | Вакантные места |
| --------------------------------- | -------- | --- | ------ | ------------ | ------------- | --------------- |
| КПРФ                              | 130      | 52  | 37     | 4            | 37            |                 |
| «Наш дом — Россия»                | 60       | 54  | 0      | 0            | 6             |                 |
| ЛДПР                              | 49       | 49  | 0      | 0            | 0             |                 |
| «Народовластие»                   | 47       | 27  | 9      | 2            | 9             |                 |
| «Яблоко»                          | 46       | 24  | 3      | 7            | 12            |                 |
| «Российские регионы»              | 44       | 44  | 0      | 0            | 0             |                 |
| Аграрная депутатская группа       | 35       | 25  | 3      | 0            | 7             |                 |
| Независимые депутаты              | 29       | 18  | 3      | 1            | 7             |                 |
| Общий результат                   | 440      | 293 | 55     | 14           | 78            | 10              |
| Справка о результатах голосования |          |     |        |              |               |                 |

## Новые Министерства
Курсивом выделены ведомства, подвергшиеся реорганизации (преобразованию, объединению, разделению) или упразднению в течение периода деятельности данного состава Правительства.
- Министерство по делам федерации и национальностей Российской Федерации (преобразовано из Министерства национальной политики Российской Федерации с передачей ему части функций реорганизуемого Министерства региональной политики Российской Федерации)
- Министерство образования Российской Федерации (преобразовано из Министерства общего и профессионального образования Российской Федерации)
- Министерство региональной политики Российской Федерации преобразовано в Государственный комитет Российской Федерации по делам Севера
- Министерство Российской Федерации по физической культуре, спорту и туризму[3]
- Министерство Российской Федерации по делам печати, телерадиовещания и средств массовых коммуникаций[4]

## Члены Правительства
Наименования должностей членов Правительства приводятся так, как они официально именовались.
| Должность | Министр                                                  |
| --- | -------------------------------------------------------- |
| Председатель Правительства Российской Федерации                                                                                    | Степашин Сергей Вадимович (19 мая 1999 — 9 августа 1999) |
| Председатель Правительства Российской Федерации                                                                                    | Путин Владимир Владимирович (и. о.) (с 9 августа 1999)   |
| Первый заместитель Председателя Правительства Российской Федерации                                                                 | Аксёненко Николай Емельянович                            |
| Первый заместитель Председателя Правительства Российской Федерации                                                                 | Задорнов Михаил Михайлович (25 мая 1999 — 28 мая 1999)   |
| Первый заместитель Председателя Правительства Российской Федерации                                                                 | Христенко Виктор Борисович (с 31 мая 1999)               |
| Первый заместитель Председателя Правительства Российской Федерации                                                                 | Путин Владимир Владимирович (с 9 августа 1999)           |
| Заместитель Председателя Правительства Российской Федерации                                                                        | Матвиенко Валентина Ивановна                             |
| Заместитель Председателя Правительства Российской Федерации                                                                        | Щербак Владимир Николаевич                               |
| Заместитель Председателя Правительства Российской Федерации                                                                        | Клебанов Илья Иосифович (с 31 мая 1999)                  |
| Министерство Российской Федерации по атомной энергии                                                                               | Адамов Евгений Олегович                                  |
| Министерство внутренних дел Российской Федерации                                                                                   | Рушайло Владимир Борисович                               |
| Министерство государственного имущества Российской Федерации                                                                       | Газизуллин Фарит Рафикович                               |
| Министерство Российской Федерации по делам гражданской обороны, чрезвычайным ситуациям и ликвидации последствий стихийных бедствий | Шойгу Сергей Кужугетович                                 |
| Министерство Российской Федерации по антимонопольной политике и поддержке предпринимательства                                      | Южанов Илья Артурович (с 31 мая 1999)                    |
| Министерство Российской Федерации по делам печати, телерадиовещания и средств массовых коммуникаций                                | Лесин Михаил Юрьевич (с 6 июля 1999)                     |
| Министерство Российской Федерации по делам Содружества Независимых Государств                                                      | Драчевский Леонид Вадимович                              |
| Министерство Российской Федерации по налогам и сборам                                                                              | Починок Александр Петрович                               |
| Министерство здравоохранения Российской Федерации                                                                                  | Шевченко Юрий Леонидович (с 5 июля 1999)                 |
| Министерство иностранных дел Российской Федерации                                                                                  | Иванов Игорь Сергеевич                                   |
| Министерство культуры Российской Федерации                                                                                         | Егоров Владимир Константинович                           |
| Министерство науки и технологий Российской Федерации                                                                               | Кирпичников Михаил Петрович                              |
| Министерство обороны Российской Федерации                                                                                          | Сергеев Игорь Дмитриевич                                 |
| Министерство образования Российской Федерации                                                                                      | Филиппов Владимир Михайлович                             |
| Министерство Российской Федерации по делам федерации и национальностей                                                             | Михайлов Вячеслав Александрович                          |
| Министерство Российской Федерации по физической культуре, спорту и туризму                                                         | Иванюженков Борис Викторович (с 24 июня 1999)            |
| Министерство природных ресурсов Российской Федерации                                                                               | Орлов Виктор Петрович                                    |
| Министерство путей сообщения Российской Федерации                                                                                  | Старостенко Владимир Иванович (с 29 мая 1999)            |
| Министерство сельского хозяйства и продовольствия Российской Федерации                                                             | Щербак Владимир Николаевич                               |
| Министерство топлива и энергетики Российской Федерации                                                                             | Калюжный Виктор Иванович                                 |
| Министерство торговли Российской Федерации                                                                                         | Фрадков Михаил Ефимович                                  |
| Министерство транспорта Российской Федерации                                                                                       | Франк Сергей Оттович                                     |
| Министерство труда и социального развития Российской Федерации                                                                     | Калашников Сергей Вячеславович                           |
| Министерство финансов Российской Федерации                                                                                         | Касьянов Михаил Михайлович                               |
| Министерство юстиции Российской Федерации                                                                                          | Крашенинников Павел Владимирович                         |
| Министерство экономики Российской Федерации                                                                                        | Шаповальянц Андрей Георгиевич (с 31 мая 1999)            |
| Министр Российской Федерации | Абдулатипов Рамазан Гаджимурадович                       |
| Руководитель Аппарата Правительства Российской Федерации — Министр Российской Федерации                                            | Черненко Андрей Григорьевич                              |
| Министр Российской Федерации | Лившиц Александр Яковлевич (с 28 июня 1999)              |